# Euphoria (2017)
Euphoria ist ein Abenteuerfilm und Filmdrama von Lisa Langseth, das im September 2017 im Rahmen des Toronto International Film Festivals seine Premiere feierte.

## Handlung
Emilie (Eva Green) und Ines (Alicia Vikander) Thompson sind zwei Schwestern mit sehr unterschiedlichen Charakteren, die weit voneinander entfernt leben und sich nur selten sehen. Nun hat Ines, eine Künstlerin, die versucht, mit ungünstigen Kritiken ihrer letzten Ausstellung fertig zu werden, Emilies Einladung angenommen, sie auf einer kurzen Reise zu einem unbekannten Ort im Herzen Europas zu begleiten. Das Hotel, das Emilie für die ersten Tage ihres Aufenthalts ausgewählt hat, ist sehr luxuriös, ebenso wie das Restaurant, in dem sie zu speisen gedenkt; ihrer Schwester erklärt sie ausweichend, dass sie ihre Wohnung verkauft hat, da sie wieder studieren will. Während des Abendessens willigt sie ein, mit einem Fremden zu tanzen, dem sie anvertraut, dass sie davon überzeugt ist, dass Ines nur mit ihr zusammen ist, weil ihre Karriere auf dem absteigenden Ast ist, und fügt hinzu, dass sie „keine Zeit mehr zum Lügen hat“. Sie lehnt daher die Annäherungsversuche des Mannes mit der Begründung ab, dass sie gerne ein Abenteuer erleben würde, dies aber für sie nicht möglich sei; gleich darauf fühlt sie sich sehr unwohl, was sie auf den getrunkenen Champagner zurückführt.
Ihr Ziel, das Emilie als „den schönsten Ort der Welt“ bezeichnet, entpuppt sich als ein im Wald verlorenes Anwesen jenseits einer nicht näher bezeichneten Landesgrenze, wo sie von einer älteren Frau, Marina (Charlotte Rampling), empfangen werden, die sich als Emilies „persönliche Begleiterin“ bezeichnet. Für die ahnungslose Ines ist es der Moment der Wahrheit: Emilie offenbart ihr, dass sie an Krebs erkrankt ist, sich seit drei Jahren erfolglos in Behandlung befindet und sich deshalb für die Beihilfe zum Freitod entschieden hat; der Ort, an den sie sie gebracht hat, ist in Wirklichkeit eine exklusive Klinik, in der Patienten ihre letzten sechs Tage in völliger Ruhe verbringen können, bevor sie sich nach einem einfachen Ritual das Leben nehmen, indem sie sich vergiften. Ines ist verzweifelt und kann nicht akzeptieren, dass Emilie ihr alles verheimlicht hat, aber ihre Schwester behauptet verbittert, dass sie es getan hat, weil es die einzige Möglichkeit war, sie auf ihrer letzten Reise begleiten zu können. Tatsächlich werden sich die beiden während ihres Aufenthalts immer wieder hart mit ihren gegensätzlichen Lebensentscheidungen konfrontieren: Emilie ist ihrer Mutter, die wegen der Trennung von ihrem Mann in Depressionen verfiel, bis zu ihrem Selbstmord nahe geblieben; Ines hat sich bald von ihr distanziert, ihr Schwäche und Opferrolle vorgeworfen und ist nicht einmal zur Beerdigung gegangen, sie hat sich eine schöne Karriere als Entschuldigung für ihre ständige Abwesenheit aufgebaut und sich eine Art Panzer aus Rationalität und Selbsterhaltungstrieb geschaffen. In der Klinik treffen die beiden Frauen nicht nur aufeinander, sondern auch auf den charmanten, ebenfalls todkranken Mr. Daren (Charles Dance), einen wohlhabenden Playboy, der nun ein alter Mann ist und in seiner letzten Nacht eine Party organisiert, und Brian (Mark Stanley), einen ehemaligen Fußballer, der durch einen Autounfall gelähmt und impotent geworden ist, und der, angezogen von Emilie, eine Nacht mit ihr verbringt und ihren Zorn darüber erregt, dass er sich trotz seiner Gesundheit entschieden hat, das Leben hinter sich zu lassen. Marina verrät auch ein wenig über sich selbst und sagt, dass sie in der Klinik geblieben ist, nachdem sie ihren sterbenden Mann zwei Jahre zuvor dorthin begleitet hatte, weil sie „keinen Grund finden konnte, zu gehen“. Ines empfindet eine Mischung aus Abscheu und Anziehung für den Ort und macht zur persönlichen Inspiration einige Fotos mit Darens Komplizenschaft, obwohl sie weiß, dass es laut Regeln verboten ist. Auf dem Höhepunkt eines weiteren Streits mit ihrer Schwester beschließt sie, vorzeitig zu gehen, Marina hält sie jedoch mit einer List davon ab und hört sich ihren Ausbruch an, der von einer blinden Wut gegen ihre Mutter und Schwester zu einem trostlosen Wehklagen wegen ihres wachsenden Gefühls der Verlassenheit wird. Endlich bereit, sich ihrem Schmerz zu stellen, schließt Ines Frieden mit Emilie, die nun im Sterben liegt, teilt mit ihr schöne Kindheitserinnerungen und bereitet sie auf den Selbstmord vor.
Alles geschieht wie geplant. Emilie bestätigt, dass sie freiwillig den Tod gewählt hat und vergiftet sich leise vor den Augen von Ines, die die Klinik verlässt. Als Ines sich von Marina verabschiedet, gibt Marina ihr Emilies Ring – der ihrer Mutter gehörte – und offenbart ihr, dass sie von den Fotos weiß, die sie gemacht hat, und bittet sie, diese nach ihrem Gewissen zu verwenden. Im Hubschrauber, der zu den Klängen von David Bowies „Rock 'n' Roll Suicide“ abhebt, sitzt neben ihr auch Brian, der sich dank der Begegnung mit Emilie für das Leben entschieden hat.

## Produktion
Der Film entstand als Koproduktion von B-Reel Features Film Stockholm, Vikarious Production Ltd. London und Dancing Camel Films München und in Zusammenarbeit mit Wild Bunch Germany und Dorian Media Limited. Der Film erhielt aus dem Sonderprogramm des FilmFernsehFonds Bayern eine Förderung in Höhe von 750.000 Euro, der auch eine Verleihförderung in Höhe von 60.000 Euro gewährte. Vom Deutscher Filmförderfonds erhielt die Produktion 683.353 Euro.
Regie führte Lisa Langseth, die auch das Drehbuch zum Film schrieb. Die Rollen der Schwester Ines und Emilie wurden mit Alicia Vikander und Eva Green besetzt.
Die Dreharbeiten wurden am 17. August 2016 begonnen und nach 25 Drehtagen am 29. September 2016 beendet. Gedreht wurde in München, dort unter anderem im Bayerischen Hof, und Umgebung und in Franken, so auf dem Gelände des Schloss Dennenlohe in Unterschwaningen, wo die Dreharbeiten auch beendet wurden.
Der Film feierte am 8. September 2017 im Rahmen des Toronto International Film Festivals seine Premiere. Ende September und Anfang Oktober 2017 erfolgte zudem eine Vorstellung beim Zurich Film Festival. Am 2. Februar 2018 kam der Film in die schwedischen und am 24. Mai 2018 in die deutschen Kinos.

## Rezeption

### Kritiken und Altersfreigabe

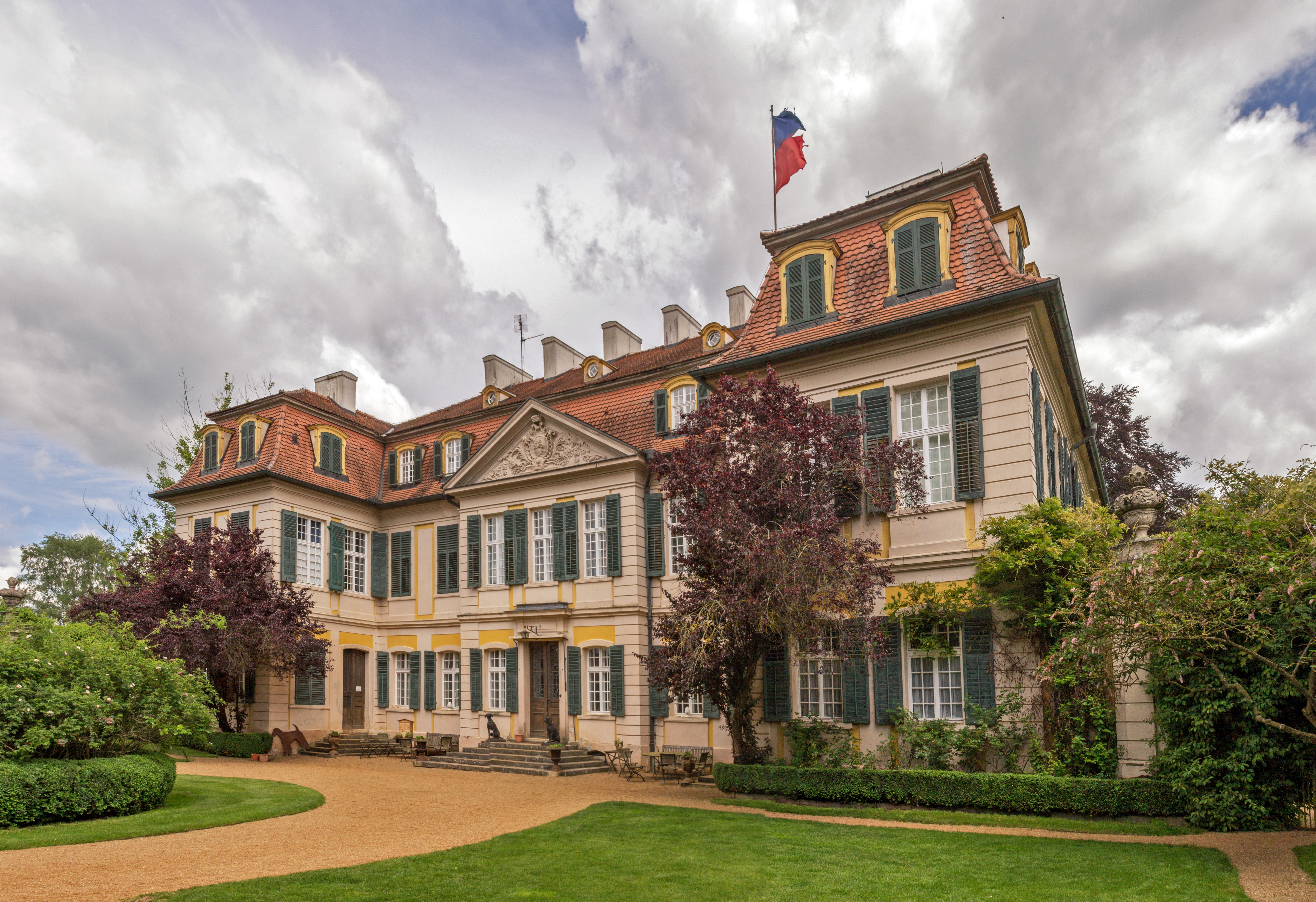
Die Dreharbeiten fanden unter anderem auf dem Gelände von Schloss Dennenlohe statt, das im Film dem Anwesen als Kulisse diente, auf dem Emilie die letzte Woche ihres Lebens verbringt

Über das malerische Anwesen, wo reiche Menschen mit unheilbaren Krankheiten zusammenkommen, um in Frieden zu sterben und auch Emilie gemeinsam mit ihrer Schwester Ines die letzte Woche ihres Lebens verbringen will, sagt Tim Lindemann von epd Film, dieses wirke wie eine Mischung aus Tolkiens Auenland und den Bildern eines besonders hochpreisigen Lifestyle-Magazins. Weiter sagt Lindemann, es sei eine überzeugende Erzählidee, die vor allem deswegen so gut funktioniere, weil das brillante Produktionsdesign von Christian M. Goldbeck ihr einen optimalen Rahmen biete: „Die geschmackvollen Räume und Gärten sind so perfekt und gefällig ausgestattet, dass sie unterschwellig schon wieder eine gewisse Unheimlichkeit ausstrahlen.“ In kürzerer Form hätte die narrative Struktur des Films zwar besser funktioniert, so Lindemann, doch allein seine entrückte, sanft morbide Stimmung mache Euphoria sehenswert.
Der Tagesspiegel schreibt, auch wenn nach dreißig Minuten dieses Setting entworfen und von da an vollkommen vorhersehbar sei, was in den verbleibenden rund siebzig Minuten geschehen wird, könne Euphoria mit drei großen Frauenparts punkten. Beachtlich sei zudem, wie unsentimental der Ton und wie moralinfrei die Perspektive auf Sterbehilfe ist.
In Deutschland wurde er von der FSK ab 12 Jahren freigegeben, in Begleitung der Eltern jedoch bereits ab 6 Jahren erlaubt. In der Freigabebegründung heißt es: „Die Geschichte über Familie, Tod und Selbstbestimmung ist in stilisierten und teils märchenhaften Bildern inszeniert. [...] Die mysteriös-melancholische Atmosphäre mit dem ständig präsenten Thema des Todes sowie einzelne dramatische Szenen können Kinder unter 12 Jahren emotional überfordern. 12-Jährige sind aufgrund ihres Entwicklungsstands und ihrer Medienerfahrung in der Lage, diese Aspekte in den Kontext einzuordnen. Die Ruhe und deutliche Fiktionalität des Films ermöglichen ihnen, sich ausreichend zu distanzieren und den Film ohne Überforderung zu verarbeiten.“

### Auszeichnungen
Toronto International Film Festival 2017
- Nominierung für den Platform Prize (Lisa Langseth)